# 291 (revista)
291 fou una revista d'art i literatura que va ser publicada del 1915 al 1916 a Nova York. Va ser creada i publicada per un grup de quatre individus: el fotògraf/promotor d'art modern Alfred Stieglitz, l'artista Marius de Zayas, la poetessa/periodista/col·leccionista d'art Agnes E. Meyer i el fotògraf/crític/mecenes d'art Paul Haviland. Inicialment amb la intenció d'atraure l'atenció sobre la galeria del mateix nom (291), aviat esdevingué una obra d'art per si mateixa. La revista va publicar obres d'art originals, assajos, poemes i comentaris de Francis Picabia, John Marin, Max Jacob, Georges Ribemont-Dessaignes, de Zayas, Stieglitz i altres artistes d'avantguarda i escriptors de l'època, i se li reconeix el mèrit de ser la publicació que va introduir la poesia visual als Estats Units.

## Context
Alfred Stieglitz era un dels promotors de les arts més actiu a principis de la decada de 1910. Ja era conegut com a fotògraf, publicava la revista Camera Work i portava la galeria d'art 291 a Nova York. Després de l'Armory Show el 1913, un trio d'artistes i seguidors (de Zayas, Meyer i Haviland) es va reunir al voltant de Stieglitz a la seva galeria, animats pel seu interès a promoure altres formes d'art a més de la fotografia. El gener del 1915 van proposar la idea de començar una revista nova que mostrés l'art més avantguardista d'Europa i els EUA, i alhora cridés l'atenció sobre la galeria de Stieglitz. Van anomenar la revista com la galeria, i amb la benedicció de Stieglitz tots quatre van començar a treballar en el primer número.
Comparat amb les seves altres publicacions, Stieglitz es mantenia bastant allunyat d'aquest projecte i els deixava fer. No obstant això, Stieglitz va ajudar a definir el to i la direcció de la revista, començant pel seu disseny i la producció.

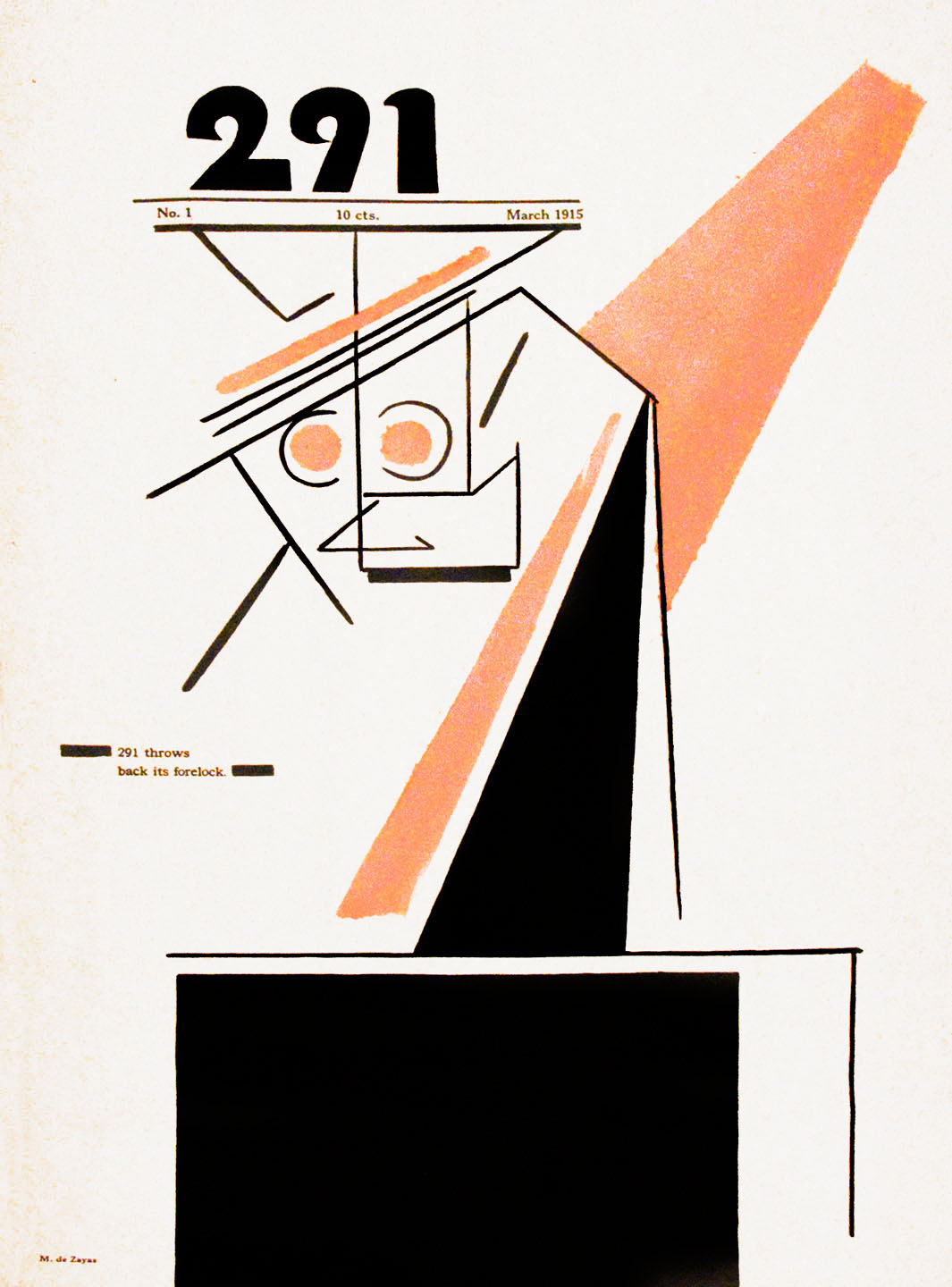
Francis Picabia, Ici, c'est ici Stieglitz, foi et amour, coberta de 291, Núm. 1, 1915

Per a estar a l'altura del nivell posat en Camera Work, Stieglitz i els seus col·legues van decidir publicar dues edicions de la revista: una subscripció estàndard impresa en paper blanc gruixut i una edició de luxe, limitada a 100 còpies, impresa en paper vitel·la japonès. Ambdues van ser publicades en un format de foli gran (50.8 cm x 30.5 cm).
Cada número tenia només de quatre a sis pàgines, de vegades combinades en desplegables, i no hi hi havia cap anunci. Degut a les seves dimensions i a la seva presentació innovadora tenia l'aspecte d'una obra d'art, no d'una revista sobre art. Se la considera una "declaració proto-dadaista" en part perquè molt del contingut era en la forma de poesia visual, un format atribuït al surrealista francès Guillaume Apolinaire, amic de Picabia. El disseny i la maquetació estaven inspirats en la segona sèrie de la revista Les Soirées de Paris, editada a França per Apollinaire, i fou de Zayas qui portà els conceptes de la revista francesa a la nova revista. A causa d'aquestes influències l'historiador de l'art William Innes Homer digué "En disseny i contingut, no hi havia cap revista a Amèrica més avançada que 291.
Una subscripció normal inicialment costava deu cèntims el número o un dòlar l'any; l'edició de luxe costava cinc cops més. No es va fer gaire esforç per atraure subscriptors, i no n'hi havia més de cent de l'edició regular. Hi hi havia només vuit abonats coneguts de l'edició de luxe.
Stieglitz va imprimir 500 còpies addicionals del Núm. 7–8, que incloïa la seva fotografia The Steerage. Com que feia poc que havia estat publicada per primer cop i havia atret comentaris molt positius, es va anticipar una demanda enorme per la imatge. No va ser així, i cap de les còpies addicionals va ser venuda.
Es van publicar dotze números de 291, però tres d'ells eren números dobles, així que de fet només en foren nou. Mai van atraure una gran audiència, i els costos de producció esdevingueren inassumibles. Stieglitz en tenia centenars de còpies a la seva galeria quan la va tancar el 1917; les va vendre totes a un drapaire per 5.80$. El 1917, Francis Picabia va fundar la revista 391 a Barcelona, inspirant-se en el nom de 291.
Tots els números actualment són molt valuosos, i un conjunt complet dels números originals és molt rar. Un dels conjunts complets és a la col·lecció de la Biblioteca del Congrés a Washington DC. Una reimpressió lligada va ser publicada per Arno Press el 1972 i pot ser trobada en grans universitats i en biblioteques públiques.

## Números

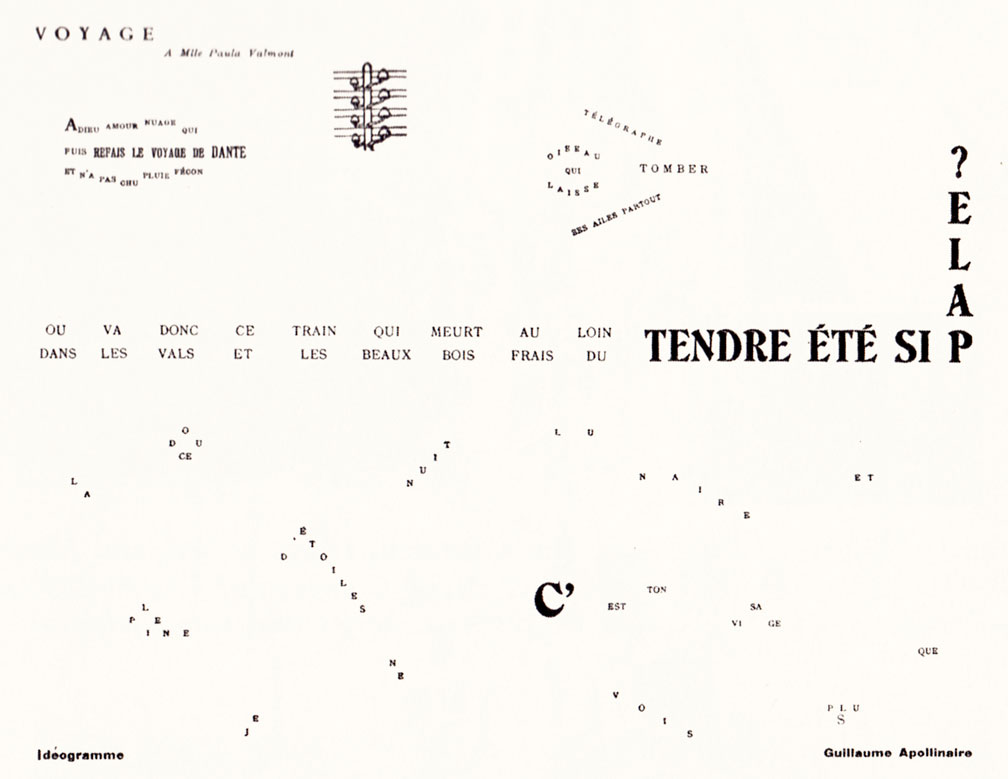
Viatge per Guillaume Apollinaire (publicat a 291, Núm. 1, 1915)

### Núm. 1, març del 1915
- Coberta: 291 Throws Back Its Forelock de Marius de Zayas
- Pàgina 2: How Versus Why, assaig d'Agnes E. Meyer
- Pàgina 3: Voyage, cal·ligrama de Guillaume Apollinaire; One Hour's Sleep – Three Dreams, text d'Alfred Stieglitz
- Pàgina 4: 291, text de Paul B. Haviland
- Pàgina 5: Oil and Vinegar Castor, dibuix de Picasso; Simultanism, assaig de Marius de Zayas
- Coberta posterior: What is Rotten in the State of Denmark, dibuix d'Edward Steichen

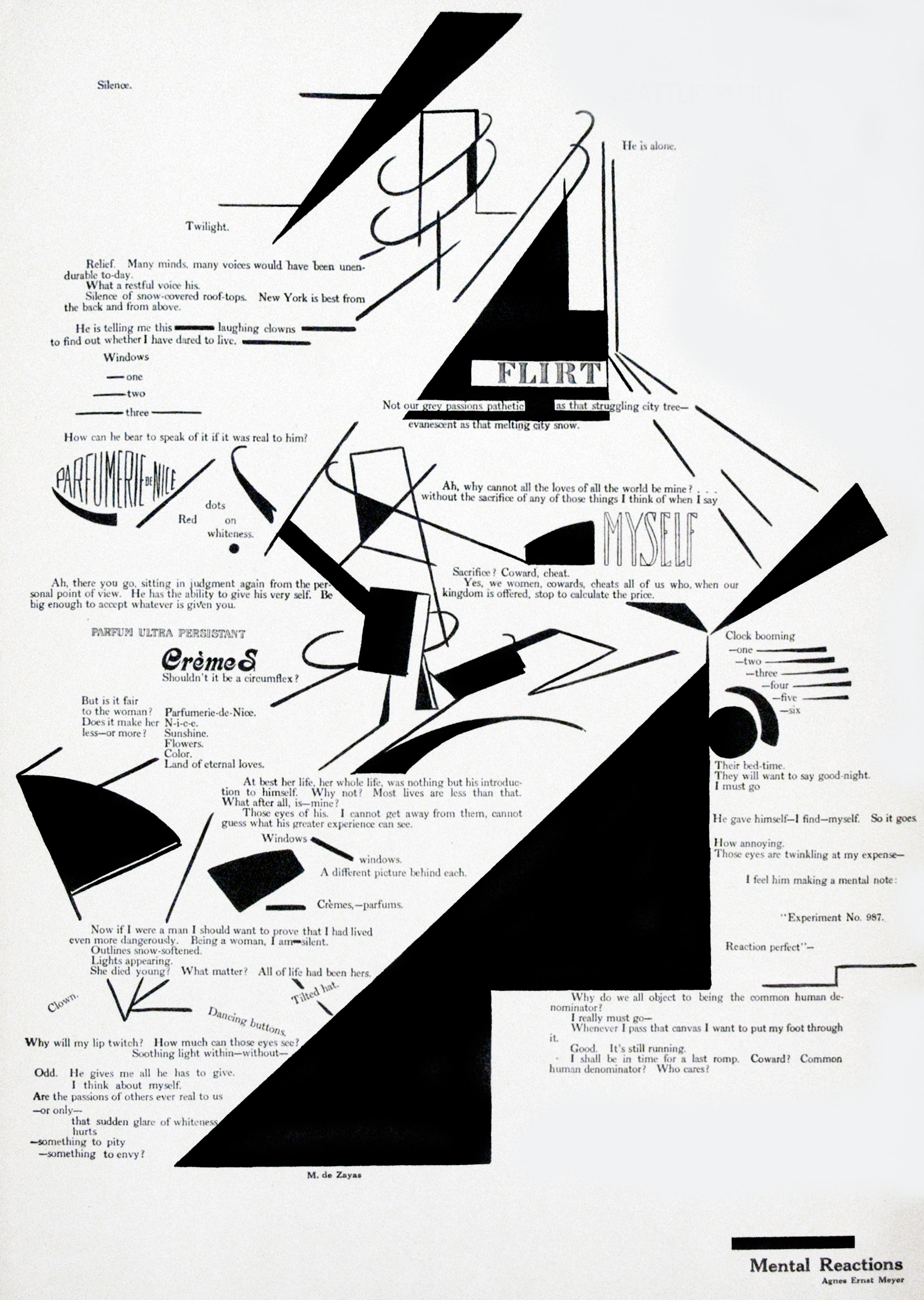
"Reaccions mentals", poema per Agnes Ernst Meyer; disseny per Marius de Zayas (publicat a 291, Núm. 2, 1915)

### Núm. 2, abril del 1915
- Coberta: New York, dibuix de Francis Picabia
- Pàgina 2: Drawing, obra d'art de Katharine Rhoades
- Pàgina 3: "Mental Reactions", poema d'Agnes E. Meyer; dissenyat per Marius de Zayas
- Coberta posterior: Bellovées Fatales No. 12, música d'Alberto Savinio

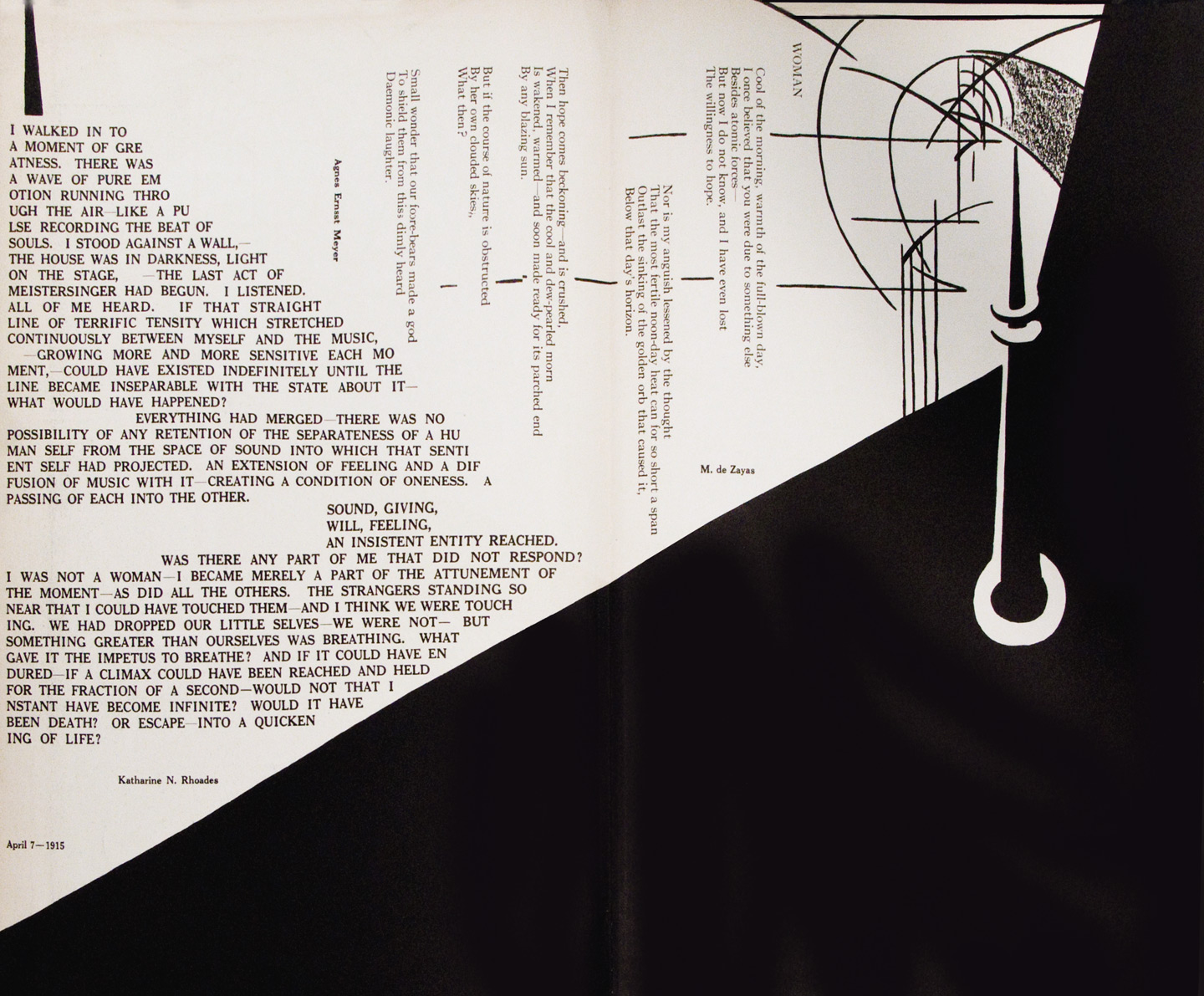
Poemes per Katharine Rhoades i Agnes Ernst Meyer; disseny per Marius de Zayas (publicat a 291, Núm. 3, 1915)

### Núm. 3, maig del 1915
- Coberta: disseny d'A. Walkowitz
- Pàgina 2: I Walked into a Moment of Greatness, poema de Katharine Rhoades
- Pàgina 3: Woman, poema d'Agnes E. Meyer disseny de Marius de Zayas
- Pàgina 4: Le Coq Gaulois, dibuix d'Edward Steichen; A Bunch of Keys, poema visual de J.B. Kerfoot; Més diversos textos curts

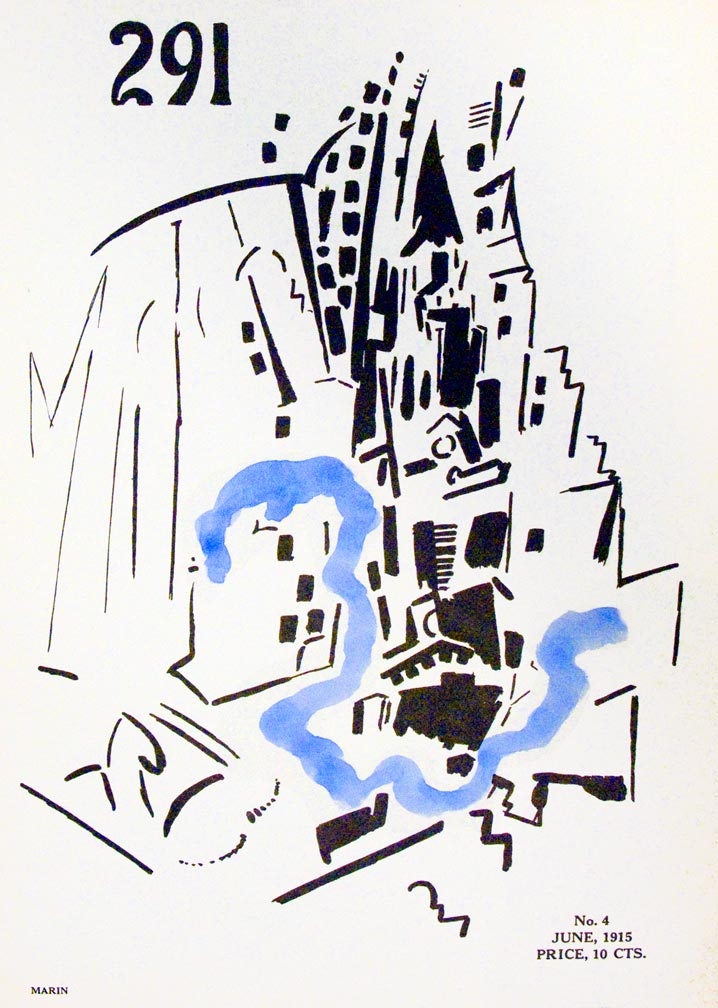
Coberta de 291, Núm. 4, 1915; obra de John Marin

### Núm. 4, juny del 1915
- Coberta: disseny de John Marin
- Pàgina 2: Fille Née Sans Mère, dibuix de Francis Picabia
- Pàgina 3: Flip-Flap, de Katherine Rhoades
- Coberta posterior: Dammi L'anatema, Cosa Lasciva, assaig d'Alberto Savinio

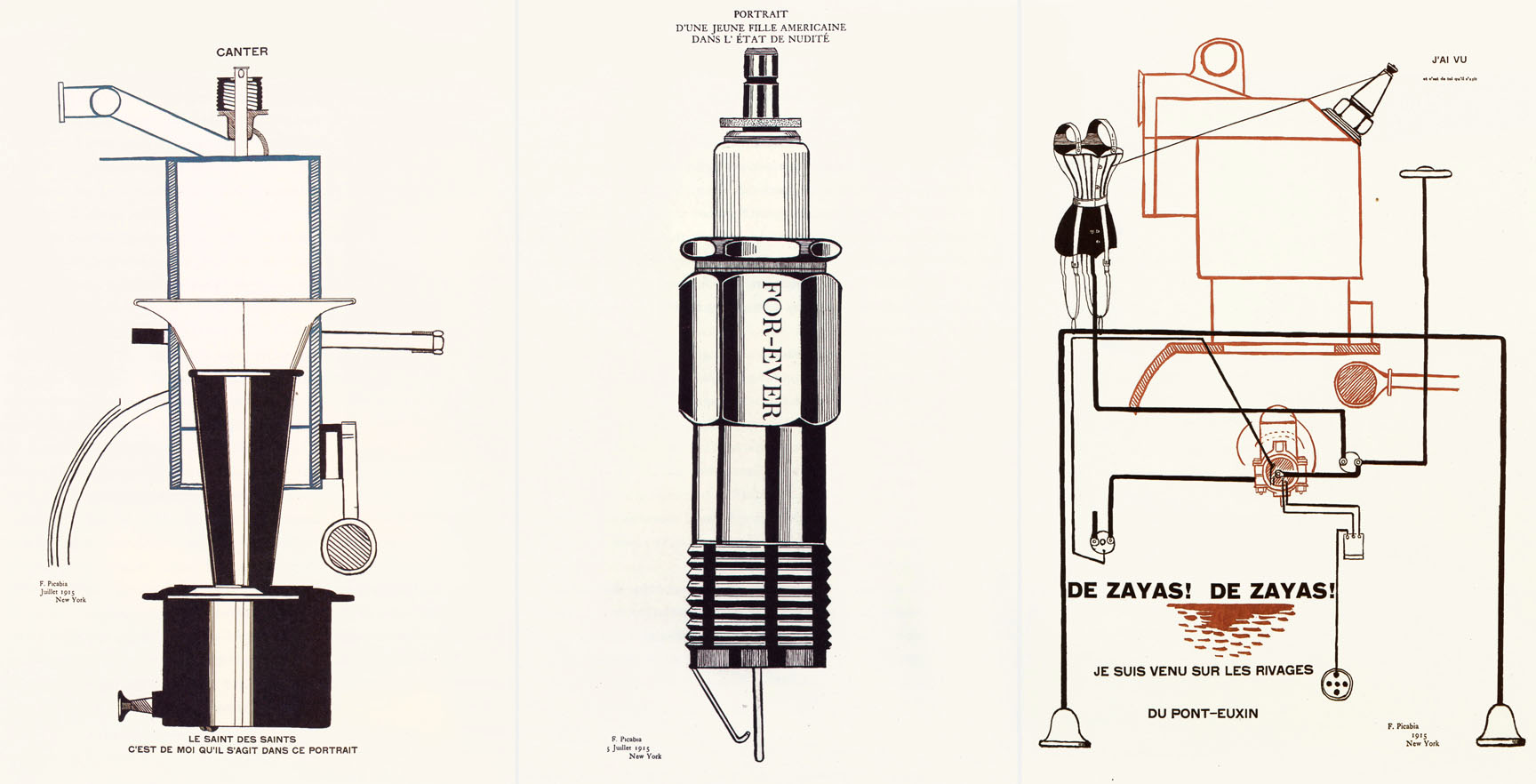
Canter, Portrait d'une Jeune Fille Américaine dans l'État de Nudité, i J'ai Vu, dibuixos de Francis Picabia; 291, Núm. 5–6, pàgs. 2–4, 1915

### Núms. 5–6, juliol–agost del 1915
- Coberta: Ici, C'est Ici Stieglitz, Foi et Amour, dibuix de Francis Picabia
- Pàgina 2: Canter, dibuix de Francis Picabia
- Pàgina 3: Portrait d'une Jeune Fille Américaine dans l'État de Nudité, dibuixant per Francis Picabia
- Pàgina 4: De Zayas! De Zayas!, dibuix de Francis Picabia
- Pàgina 5: Voila Haviland, dibuix de Francis Picabia
- Pàgina 6: New York n'un pas Vu D'abord, dibuix de Marius de Zayas

### Nos. 7–8, octubre–de setembre 1915
- Coberta: Comentaris sobre The Steerage per Paul Haviland i Marius de Zayas
- Insert interior: The Steerage, fotografia d'Alfred Stieglitz
- Coberta posterior: els mateixos comentaris de la coberta, traduïts al francès

### Núm. 9, novembre del 1915
- Coberta: Untitled (Still Life), dibuix de Braque
- Pàgina 2: Femme! (Elle), traçat tipogràfic de Marius de Zayas
- Pàgina 3: Voilà Elle, dibuix de Francis Picabia
- Coberta posterior: Violin, dibuix de Picasso

### Núms. 10–11, desembre del 1915 – gener del 1916
- Coberta: collage sense títol de Picasso
- Pàgina 2: Picasso, dibuix de Marius de Zayas
- Pàgina 3: Fantasie, dibuix de Francis Picabia; * Musique, poema de Georges Ribemont-Dessaignes
- Coberta posterior: La Vie Artistique, assaig de C. Max Jacob

### Núm. 12, febrer del 1916
- Coberta: fotografia d'una escultura Ogouée-Congo
- Pàgina 2: Narcosi, poema de Katharine Rhoades; "Modern Art...Negro Art...", assaig de Marius de Zayas
- Pàgina 3: We Live in a World..., comentari de Picabia; Tennis Player – Serving, fotografia d'una escultura de Mrs. A. Roosevelt
- Coberta posterior: La Vie Artistique, assaig de C. Max Jacob